# Printre ceilalți
Printre ceilalți (în engleză Among Others) este un roman de fantezie din 2011 scris de autoarea galezo-canadiană Jo Walton, al nouălea ei roman. A fost publicat prima dată de Tor Books.

## Prezentare
Mori a rămas infirmă după un accident. Ea fuge de la mama sa și locuiește cu tatăl pe care nu l-a cunoscut niciodată. Ea citește enorm și discută cu zânele despre minunata și periculoasa lume a magiei. Mori este trimisă la un internat unde prietenii adevărați sunt greu de găsit...

## Primire
The Guardian a catalogat acest roman ca fiind „o scrisoare de dragoste către fandomul SF”. Printre ceilalți a primit premiile Hugo și Nebula și se numără printre cele numai șapte romane nominalizate simultan la premiile Hugo, Nebula și World Fantasy.

## Legături externe
- en  Istoria publicării lucrării Printre ceilalți la Internet Speculative Fiction Database
- An Evening with Jo Walton, video interview on seattlechannel.org. 23 February 2012.
- Tor Books website
- Constable & Robinson website

## Vezi și
- Antologia Nebula 2013